# Transition chilienne vers la démocratie
Pour les articles homonymes, voir Transition démocratique.

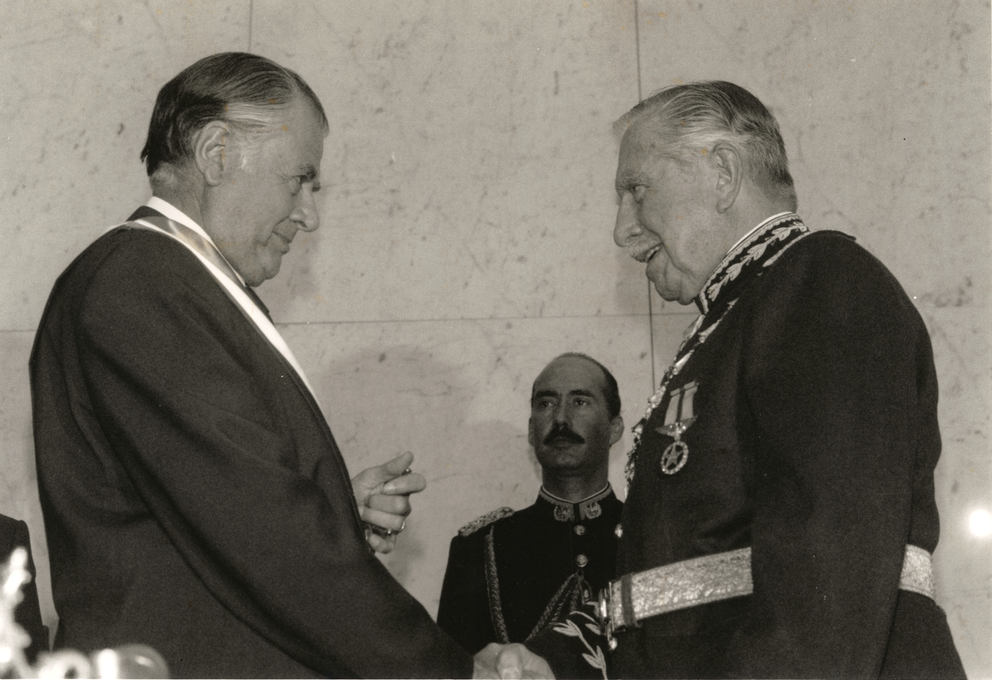
Cérémonie de passation de pouvoirs entre le général Augusto Pinochet (à droite) et Patricio Aylwin (à gauche) le 11 mars 1990 au parlement réuni à Valparaiso.

La transition chilienne vers la démocratie (familièrement dénommée au Chili par Transición, « Transition ») a commencé à la fin du régime militaire d'Augusto Pinochet. Il n'existe pas de consensus concernant les dates précises de la période de la transition : pour certains, elle commence à la légalisation des partis politiques lors du référendum chilien de 1988 et se termine en 1994. Pour d'autres, elle commence en 1990, alors que les élections ont déjà amené au pouvoir un nouveau gouvernement et se termine en 2005, 2006 voire plus tard en 2010 avec la première alternance de l'ère démocratique et le retour de la droite au pouvoir. 

## La dictature militaire
Depuis le coup d'État du 11 septembre 1973, le Chili vivait sous un régime de dictature militaire. 

### L’émergence d’une opposition structurée
À partir de 1982, le pays connait une crise économique marquée par la chute du PIB (-14,5 % par rapport à l’année précédente), l’accroissement de la dette, la hausse de l’inflation (9,9 %) et du chômage (30 %). Les ménages sont endettés alors que s'accroissent les inégalités entre les Chiliens. Ce contexte économique amplifie l’opposition au régime, avec une série de manifestations connues familièrement sous le nom de protestas, réprimées par le régime. Constatant l’échec de leur stratégie politique face à la junte, les partis politiques négocient avec elle, dès 1986, le principe d'une transition par tractation ou sous tutelle, ce qui correspond à une « forme pacifiée de transition politique sans remise en cause de la légitimité de l’héritage dictatorial ».

### Le référendum chilien de 1988

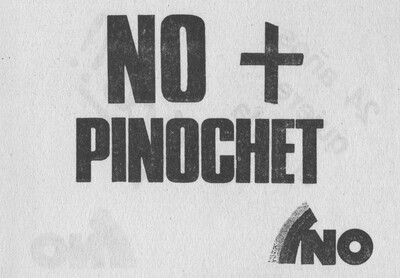
Bulletin pour le « non » à Pinochet.

Le référendum chilien fut organisé dans le cadre de l'application de la constitution chilienne de 1980 pour décider de la prolongation au pouvoir jusqu'en 1997 du général Augusto Pinochet. 
Les partis politiques furent de nouveau légalisés par la loi no 18 603 du 23 mars 1987. Les débats furent vifs au sein des différents partis politiques, surtout ceux opposés à Pinochet, sur l'opportunité de se faire enregistrer selon les termes législatifs et de reconnaître ainsi les lois de la dictature militaire. La grande majorité d'entre eux néanmoins décidèrent de se faire enregistrer, ce qui leur permettait d'obtenir un statut officiel plusieurs mois avant la date du référendum et de mener une campagne électorale. 
Dès le 2 février, 13 formations d'opposition appelèrent à participer au référendum et à voter No. Elles décidèrent de se regrouper dans une structure politique souple appelée Concertación de Partidos por el No (qui devint par la suite Concertation des partis pour la démocratie).
De leur côté, les partisans du Si s'organisèrent. En avril, les plus conservateurs et les plus proches des militaires formèrent l'Union démocrate indépendante. D'autres rejoignirent Rénovation nationale, plus divers politiquement, qui ne parvint pas à adopter une position unanime sur la question du soutien au Si ou au No.
Le 12 juillet, les commandants en chefs des forces armées et du directeur général des Carabiniers se réunirent pour établir les formalités prévues par la constitution. Ils désignèrent Augusto Pinochet le 30 août comme candidat pour se succéder à lui-même à la présidence du Chili. La date du 5 octobre fut retenue pour la convocation du référendum.
Le 31 août, 17 partis d'opposition (Parti démocrate-chrétien du Chili, MAPU, MAPU-OC, PADENA, le parti humaniste du Chili, la Gauche chrétienne, l'Union libérale républicaine, les Verts, le Parti national pour le Non, le parti radical du Chili, le Parti radical-socialiste du Chili, le Parti social-démocrate, le parti Socialista-Almeyda, le parti Socialista-Núñez, le Parti socialiste historique, le parti socialiste Mandujano, USOPO et le Parti pour la démocratie) publièrent dans un document officiel appelé « Principios básicos de institucionalidad democrática » que la victoire du Non lors du référendum serait le point de départ vers un processus de reconstruction au Chili d'un véritable régime démocratique. 
La candidature de Pinochet, et donc du Sí, fut de son côté appuyé par l'Union démocrate indépendante, la majorité de Renovación Nacional, par le Parti national pour le Oui, par le Parti libéral pour le Oui, par le Parti démocrate-radical, par le Parti du Sud et par le parti Avangarde nationale. 
Le référendum eut lieu dans le calme le 5 octobre et les résultats furent publiés le 6 octobre au matin, constatant la défaite du général Pinochet par 56 % des voix (contre 44 %).

## La transition «pactée» de l’ère Pinochet
La défaite de Pinochet ouvrit une période de transition. Des élections pour le Congrès et la présidence de la république furent organisées en 1989. 
Dès la fin 1988, le premier accord politique fut conclu entre les deux coalitions visant à ne pas remettre en cause le décret-loi 2191 du 18 avril 1978 octroyant l'amnistie pour les crimes et délits commis entre 1973 et 1978, protégeant ainsi les militaires de la justice. Une série de lois, connues sous le nom de « lois d’amarrage », fut édictée. Les 30 000 fonctionnaires nommés sous les gouvernements de Pinochet furent assurés de demeurer à leur poste tandis qu'au niveau local, le futur président de la République se vit autoriser à nommer 15 des 325 maires du pays. Verrouillant le système judiciaire, le général Pinochet nomma neuf nouveaux juges à la Cour suprême, tandis qu'une loi électorale établit un système binominal unique au monde pour les élections parlementaires, rendant quasi-obligatoire la mise en œuvre de coalitions électorales alors que le découpage électoral favorisait les zones rurales réputées plus conservatrices. Selon ce mode spécial de scrutin, concocté par le juriste et idéologue grémialiste Jaime Guzman, dans chaque circonscription, si la liste arrivée en tête obtenait plus du double des voix de celle qui la suivait, elle obtenait deux sièges. Sinon, chacune des deux premières listes avait droit à deux sièges.
En plus des sénateurs nommés (anciens membres de la Cour Suprême, des militaires) et de ceux à vie (les anciens Présidents de la République s'ils ont été en poste pendant 6 années), le scrutin binominal favorisait un rapport de force presque égal entre les deux coalitions à la chambre des députés.
Ensuite, la loi constitutionnelle no 18 825 du 17 août 1989, négociée entre le gouvernement et les partis politiques chiliens, fut préalablement approuvée par référendum plébiscitaire le 30 juillet 1989 par 91,25 % des électeurs. Cette loi impliquant 54 réformes constitutionnelles compléta les articles concernant la réforme constitutionnelle, donna au  pluralisme politique une valeur constitutionnelle (sauf pour les formations dites terroristes et antidémocratiques), renforça les droits constitutionnels et les principes démocratiques, encadra le recours à l'état d'urgence, révisa les compétences des tribunaux militaires et annula les articles sur la proscription et la confiscation des biens des partis politiques.
En décembre, les élections présidentielles aboutirent à la victoire de Patricio Aylwin, membre de la démocratie chrétienne et candidat de la Concertation des partis pour la démocratie) et les élections parlementaires à celle de la Concertation. 
Le résultat du référendum aboutit ainsi concrètement au départ d'Augusto Pinochet et des militaires du gouvernement du Chili, à une transition « pactée » entre les deux coalitions et à l'organisation d'élections présidentielles en sus d'élections législatives dans le cadre d'une transition négociée. L'entrée en fonction de Patricio Aylwin le 11 mars 1990 marqua le début de la nouvelle ère démocratique.

## Unetransition possibiliste(1990-1998)
Les années 1990 à 1998 correspondent à une transition dite possibiliste. Initiée par Patricio Aylwin, elle permit aux différents acteurs de consolider leurs positions et d’adhérer de façon consensuelle à un projet commun. Ces gouvernements tinrent compte également du fait qu'un « dictateur » avait laissé « le pouvoir dans un pays estimé pacifié et en bonne santé économique, selon les critères néoclassiques du consensus de Washington », et va s’assurer, jusqu’en 1997, de la « pérennisation de son legs ». C'est une période aussi dite de « démocratie restreinte ». Le terme d'« enclaves autoritaires » est également utilisé pour désigner de nombreuses clauses léguées par le régime militaire et que les gouvernements de la Concertation tentèrent progressivement de supprimer, notamment en s'efforçant « d'obtenir une extension de cette démocratie par une politique de petits pas négociés un à un. »
Des tensions entre les civils et les militaires persistaient. Malgré l'établissement d'une Comisión Nacional de Verdad y Reconciliación (CNVR, Commission nationale de vérité et de réconciliation) par décret présidentiel de Patricio Aylwin le 25 avril 1990, commission présidée par Raul Rettig et qui mêla avocats des droits de l'Homme (Jaime Castillo Velasco, José Zalaquett) et partisans du régime Pinochet (José Luis Cea Egaña, Gonzalo Vial Correa), il n'y eut aucun procès ni sanction au nom des impératifs de la transition. Si les présidents de la transition disposaient notamment d'un droit de veto sur la promotion des officiers militaires, s'ils pouvaient limiter le budget de l’armée ou encore confirmer, ou pas, les programmes de défense nationale, ils n’osèrent pas utiliser ces pouvoirs par crainte d’un conflit ouvert avec l’institution militaire et avec le chef de l'armée qui demeurait Augusto Pinochet. Durant son mandat, Eduardo Frei tissa même de bonnes relations de coopération avec les commandants en chef, menant une politique de modernisation de l’armée.
Les forces armées manifestèrent néanmoins en 1990 (el ejercicio de enlace) et 1993 (el boinazo) leur mécontentement devant les premières procédures judiciaires contre des tortionnaires alors que des procès pour disparition étaient ouverts. En 1993, le président de la Chambre des députés José Antonio Viera-Gallo déclara notamment que « tant que l'on ne connaîtra pas la vérité sur les détenus-disparus, la transition ne sera pas terminée ». En 1995, on assista à un vaste mouvement de troupes lors du procès de Manuel Contreras, l’ancien chef de la DINA. Pour éviter tout conflit avec l'armée, les rares officiers et civils formellement incarcérés sont, en réalité, accueillis comme hôtes dans des casernes, des écoles de formation, des hôpitaux, où ils bénéficient d'un traitement de faveur.
En décembre 1997, des avocats, dont Jaime Castillo Velasco, déposèrent une pétition devant la Commission interaméricaine des droits de l'homme de l'OEA, dénonçant en particulier la non-abrogation de l'amnistie dans les procès concernant trois disparus et un mort. Cette pétition dirigée contre l'État chilien invoquait de « graves violations des droits de l'homme » , tandis que le général Pinochet, ayant atteint l'âge de la retraite, quitta ses fonctions à la tête de l'armée le 11 mars 1998, devenant sénateur à vie de droit le 17 mars 1998 en tant qu'ancien Président de la République. Parallèlement, la Cour suprême interpréta « la disparition » comme « un délit continu » jusqu’à la réapparition du corps, ouvrant la possibilité de nouvelles poursuites judiciaires pour la période antérieure à 1978.

## La nouvelle donne (1998-2006)
En octobre 1998, l’arrestation du général Pinochet à Londres, où il était allé subir une opération de hernie lombaire, fut la réponse à une demande d’extradition formulée par les juges espagnols Baltasar Garzón et Manuel Castellón García au motif de « génocide, torture, terrorisme et crimes contre l’humanité ». Les Forces armées chiliennes exercent une pression sur le président Frei, qui a apporté son soutien à Pinochet, lui reprochant de ne pas rompre les relations diplomatiques avec le Royaume-Uni et l'Espagne. Cent cinquante officiers à la retraite se réunissent avec le commandant en chef de l'armée, Ricardo Izurieta, L'ancien général Eugenio Videla affirme à l'issue de la réunion que « L'arbitraire et la violence poussent de plus en plus de Chiliens à penser que seule une dictature militaire peut rétablir à nouveau l'ordre au Chili. » 
Cette arrestation modifia la place et la perception de Pinochet par la société chilienne, tandis que la médiatisation de l’affaire, qui vit se manifester les anciens exilés, provoqua la résurgence d'un passé chilien refoulé et eut des conséquences sur la politique des gouvernements de transition. Le rythme de la transition changea, soutenu par le nouveau président Ricardo Lagos. 
En 1998, la Commission interaméricaine de l'OEA condamna l'État chilien pour n'avoir pas abrogé l'amnistie dans les procès déjà dénoncés en 1993, et pour sept autres cas portés devant la justice en 1995. Ricardo Lagos déclara la même année que « la transition sera terminée lorsque nous saurons où sont les morts, les disparus dont les corps n'ont pas encore été retrouvés. »
Au retour du général Pinochet au Chili, le gouvernement et le congrès essayèrent de l’isoler politiquement. Le 25 mars 2000, une réforme constitutionnelle visa à lui accorder l’immunité afin de l’exhorter à démissionner de son poste de sénateur, tandis que Ricardo Lagos proposa la création d'une Mesa de Diálogo (Table de dialogue) entre la hiérarchie militaire et certains avocats défenseurs des droits de l'homme (dont Castillo Velasco). Son objectif était d’aboutir à la réconciliation politique de la société chilienne. Elle aboutit à la signature d’un document de consensus où les militaires reconnurent publiquement la « violation des droits de l’homme » jusque-là systématiquement niée par ceux-ci et la désignation de juges spéciaux pour traiter des dossiers concernant des cas non résolus (les disparus). Cette reconnaissance d’une histoire commune se répercuta sur les partis politiques proches du général Pinochet, qui les amenèrent à devoir renouveler leur idéologie mais aussi leur discours sans pour autant abandonner les dogmes économiques fondamentaux imposés par le régime militaire. 
En 2004, le rapport Valech révéla « 35 000 cas de tortures, 3 000 assassinats et disparitions, plus de 800 centres de détention et de torture, et plus de 3 600 tortionnaires répertoriés, durant la tyrannie de Pinochet. » Le rapport fut cependant critiqué par des victimes de la dictature, pour avoir adopté une définition de la torture plus restreinte que celle de l'ONU, écartant ainsi 6 000 victimes. 
Jusqu'en 2013, une avenue de Santiago porte le nom d'avenue du « 11-Septembre ». Une date qui a été fériée jusqu'en 1998. Les grands médias ont tendance à renvoyer dos à dos la Junte militaire et le gouvernement de Salvador Allende. À la télévision, dans les années 1990, l’émission populaire Los Toppins, version chilienne du Bébête Show, présente des marionnettes des personnages de la vie politique ; le général Pinochet y est représenté sous les traits d'un gentil vieillard malicieux et débonnaire, bien plus sympathique que le président.
En 2002, Antonia Garcià Castro écrit que depuis « plus de dix ans, les chefs de l'État chilien n'ont cessé d'annoncer la fin de la transition toujours remise à plus tard et encore à venir. » En 2005, l'écrivain Jorge Edwards déclara que « la transition n'est pas terminée et la réconciliation n'a pas commencé ».

## Modifications constitutionnelles
Les tentatives du président Aylwin puis de son successeur, Eduardo Frei Ruiz-Tagle, pour réduire notamment le pouvoir du Conseil de sécurité nationale et la possibilité de révoquer certains hauts gradés de l’Armée, se heurtèrent pendant plusieurs années à l’opposition du Sénat, dominé par une coalition conservatrice grâce aux sénateurs nommés et ceux de droit (alors que la Concertation des partis pour la démocratie était majoritaire parmi les sénateurs élus). C’est sous l’impulsion des présidences  dirigées par Ricardo Lagos (PPD) et Michelle Bachelet (
PS) que les principales réformes furent mises en œuvre à partir de 2004, mais la loi d'amnistie de 1978 ne fut pas abrogée.

### Modifications constitutionnelles de 2005
Ensuite, en 2005, 58 amendements constitutionnels réformèrent la constitution de 1980, éliminant les aspects non démocratiques qui persistaient. Furent supprimés les 9 sénateurs non élus, qui étaient nommés (deux anciens membres de la Cour suprême, un ancien contrôleur général de la République, un ancien chef d'État-Major de chacune des trois armes, un ancien recteur d'Université et un ancien ministre) ainsi que ceux des sénateurs à vie (les anciens Présidents de la République s'ils avaient été en poste pendant 6 années), la disposition empêchant le Président de la République de mettre fin aux fonctions des commandants en chef de l'armée, et le mandat présidentiel fut ramené de 6 à 4 ans. 
Ces dernières réformes amenèrent Michelle Bachelet, la présidente chilienne, à déclarer en mars 2006 que la transition démocratique était achevée, provoquant ainsi la polémique avec une partie de la gauche, hostile au maintien de certaines dispositions issues de la dictature comme le scrutin binominal ou les procédures dites « anti-terroristes » (qui s'appliquent aux Mapuches). La même année, le mouvement étudiant a été salué par les observateurs comme signe d'un renouveau démocratique du pays.
Selon l'enseignant-chercheur, membre du comité de rédaction de la revue Dissidences, Franck Gaudichaud, en dépit des réformes de 1990 et 2005, Michelle Bachelet ne fut qu'« un « pur produit » de cette coalition articulant centre-gauche et démocratie chrétienne. Conséquence directe de la transition « pactée » chilienne, l’ombre de Pinochet continue de planer sur la démocratie de ce pays, de la façonner même », prenant en exemple le système binominal « créé par la dictature afin de sur-représenter la droite et empêcher le retour au sein des institutions de la gauche radicale. Ce système anti-démocratique a été maintenu jusque-là par la Concertation ». Pour l'historien Nicolas Prognon, la victoire de Sebastián Piñera, le candidat de droite autrefois proche des militaires, « est-elle à considérer comme une preuve supplémentaire de l’aboutissement de la transition ».